# Henning Robert Larsen
Henning Robert Larsen (* 9. April 1931 in Kopenhagen) ist ein ehemaliger dänischer Radrennfahrer.

## Sportliche Laufbahn
Larsen war Teilnehmer der Olympischen Sommerspiele 1952 in Helsinki. Er bestritt mit dem Vierer Dänemarks die Mannschaftsverfolgung, sein Team belegte den 5. Platz. 1954 wurde er Zweiter der nationalen Meisterschaft in der Einerverfolgung hinter Jean Hansen. 1956 wurde er Vize-Meister in dieser Disziplin bei den Profis hinter Kay Werner Nielsen.